# Parc forestier de Galloway
Galloway Forest Park est un parc forestier situé dans la région de Dumfries and Galloway en Ecosse. Avec ses 774 km², elle passe pour être la plus grande forêt du Royaume-Uni. Le parc a été enregistré Dark Sky Park (Réserve de ciel étoilé) en novembre 2009, étant le premier site au Royaume-Uni à être désigné.

## Description
Le parc, créé en 1947, couvre 774 km² et reçoit plus de 800 000 visiteurs par an. Une grande partie des collines de Galloway se trouvent à l'intérieur des limites du parc et il y a de nombreuses randonnées ainsi que de l'escalade et de l'escalade sur glace dans le parc. À l'intérieur ou à proximité des limites du parc se trouvent plusieurs pistes de VTT.
Le parc abrite également les ruines de la maison natale d'Alexander Murray, fils d'un berger et ouvrier agricole. Murray était autodidacte dans plusieurs langues et est finalement devenu professeur de langues orientales à l'Université d'Édimbourg. À une courte distance, sur une colline, se trouve le monument de Murray, érigé en sa mémoire en 1835.
En plus de répondre aux besoins de loisirs, le parc comprend des forêts économiquement précieuses, produisant 500 000 tonnes de bois par an.
Le parc forestier de Galloway et les personnes qui le visitent et y travaillent ont fait l'objet d'une série documentaire en six parties de la BBC One diffusée début 2018 intitulée "The Forest".

## Réserve de ciel étoilé
En novembre 2009, l'International Dark-Sky Association a conféré le statut de Dark Sky Park au parc forestier de Galloway, la première zone du Royaume-Uni à être ainsi désignée.
L'observatoire écossais du ciel étoilé, près de Dalmellington, est situé à la limite nord du parc du ciel étoilé de la forêt de Galloway. L'observatoire a été en partie financé par le gouvernement écossais et a ouvert ses portes en 2012. Il a subi un incendie dévastateur le 23 juin 2021, entraînant la destruction complète de l'observatoire. L'incendie est actuellement considéré comme suspect.

## Crash d'avion
Le 18 mars 1944, le pilote canadien Kenneth Mitchell, âgé de 22 ans, s'est écrasé dans son avion Typhon Hawker dans la forêt (emplacement ici). L'impact l'a tué instantanément. Mitchell était en formation pour se préparer au rôle de son escadron dans la lutte contre les bombes volantes allemandes V-1 lors de la Seconde Guerre mondiale. Le 18 mars 2009, 65 ans jour pour jour après le crash, un plaque commémorative a été installé sur un cairn sur le site du crash, où des morceaux de l'avion subsistent encore,. Mitchell a été enterré au cimetière d'Ayr.